# Heinz-Dieter Hasebrink
Heinz-Dieter Hasebrink (Essen, Alemania nazi; 28 de agosto de 1941-17 de enero de 2023) fue un futbolista alemán que jugaba en la posición de centrocampista.

## Carrera
| Periodo   | Club                 |
| --------- | -------------------- |
| 1960-1967 | Rot-Weiss Essen      |
| 1967-1969 | 1. FC Kaiserslautern |
| 1969-1973 | Werder Bremen        |
| 1975-1977 | Atlas Delmenhorst    |

## Tras el retiro
Luego de retirarse en 1977 pasó a ser entrenador de equipos aficionados mientras trabajaba para una agencia de seguros en Delmenhorst.

## Logros
- Oberliga Niedersachsen: 1

1976